# Demonax persimilis
Demonax persimilis är en skalbaggsart som beskrevs av Louis Alexandre Auguste Chevrolat 1863. Demonax persimilis ingår i släktet Demonax och familjen långhorningar. Inga underarter finns listade i Catalogue of Life.